# Jingdezhen
Jingdezhen is een stadsprefectuur in het noorden van de zuidelijke provincie Jiangxi, Volksrepubliek China. Jingdezhen ligt in de prefectuur met dezelfde naam en is tevens de zetel van deze prefectuur. De stad heeft 312.000 inwoners (4e stad van Jiangxi) en de prefectuur heeft 1.554.000(2007) inwoners.
In Jingdezhen is er porseleinindustrie. De keizers van de Ming-dynastie (1368-1619) hadden hun vermaarde porseleinovens in de stad. Dit porselein was echter alleen bestemd voor het keizerlijke hof. Porselein dat uit Jingdezhen komt wordt door de Chinezen beschouwd als het beste. Door concurrentie van andere porseleinfabriekstreken wordt Jingdezhen steeds onbekender.

## Partnersteden
- Arita (Japan)
- Icheon (Zuid Korea)
- Redbridge (Verenigd Koninkrijk)
- Delft (Nederland)